# Hoofdklasse (Schach) 1988/89
In der Hoofdklasse 1988/89 wurde die 66. niederländische Mannschaftsmeisterschaft im Schach ausgespielt. 
Der Titelverteidiger Volmac Rotterdam gewann alle Wettkämpfe und wurde überlegen niederländischer Mannschaftsmeister. Aus der Klasse 1 waren die Hilversums Schaakgenootschap und Discendo Discimus Den Haag aufgestiegen. Während Hilversum den Klassenerhalt erreichte, musste Den Haag zusammen mit der Bussums Schaakgenootschap direkt wieder absteigen.

## Spieltermine
Die Wettkämpfe wurden ausgetragen am 17. September, 8. Oktober, 12. November, 10. Dezember 1988, 7. Januar, 18. Februar, 11. März, 8. und 29. April 1989.

## Abschlusstabelle
| Pl.  | Verein                             | Sp | G | U | V | MP   | Brett-P.  |
| ---- | ---------------------------------- | -- | - | - | - | ---- | --------- |
| 01.  | Volmac Rotterdam I. Mannschaft (M) | 9  | 9 | 0 | 0 | 18:0 | 69,0:21,0 |
| 02.  | SMB Nijmegen                       | 9  | 7 | 0 | 2 | 14:4 | 52,5:37,5 |
| 03.  | Hilversums Schaakgenootschap (N)   | 9  | 4 | 2 | 3 | 10:8 | 47,0:43,0 |
| 04.  | SV Zukertort Amstelveen            | 9  | 3 | 3 | 3 | 9:9  | 45,0:45,0 |
| 05.  | Schaakclub Groningen               | 9  | 3 | 3 | 3 | 9:9  | 44,5:45,5 |
| 06.  | Philidor Leiden                    | 9  | 4 | 1 | 4 | 9:9  | 40,5:49,5 |
| 07.  | Watergraafsmeer                    | 9  | 3 | 1 | 5 | 7:11 | 44,5:45,5 |
| 08.  | Volmac Rotterdam II. Mannschaft    | 9  | 2 | 3 | 4 | 7:11 | 36,5:53,5 |
| 09.  | Discendo Discimus Den Haag (N)     | 9  | 2 | 1 | 6 | 5:13 | 40,5:49,5 |
| 010. | Bussums Schaakgenootschap          | 9  | 0 | 2 | 7 | 2:16 | 30,0:60,0 |

### Entscheidungen
|     | Niederländischer Mannschaftsmeister: Volmac Rotterdam I. Mannschaft              |
|     | Absteiger in die Klasse 1: Discendo Discimus Den Haag, Bussums Schaakgenootschap |
| (M) | Meister der letzten Saison                                                       |
| (N) | Aufsteiger der letzten Saison                                                    |

### Kreuztabelle
| Ergebnisse | Ergebnisse                      | 01. | 02. | 03. | 04. | 05. | 06. | 07. | 08. | 09. | 010. |
| ---------- | ------------------------------- | --- | --- | --- | --- | --- | --- | --- | --- | --- | ---- |
| 01.        | Volmac Rotterdam I. Mannschaft  |     | 8   | 7   | 7½  | 7   | 8½  | 6½  | 8½  | 9   | 7    |
| 02.        | SMB Nijmegen                    | 2   |     | 7½  | 6   | 6   | 3½  | 6   | 7½  | 6½  | 7½   |
| 03.        | Hilversums Schaakgenootschap    | 3   | 2½  |     | 5   | 6½  | 6   | 3½  | 7½  | 5   | 8    |
| 04.        | SV Zukertort Amstelveen         | 2½  | 4   | 5   |     | 5   | 7½  | 5½  | 5   | 3   | 7½   |
| 05.        | Schaakclub Groningen            | 3   | 4   | 3½  | 5   |     | 6½  | 5   | 6   | 6½  | 5    |
| 06.        | Philidor Leiden                 | 1½  | 6½  | 4   | 2½  | 3½  |     | 5½  | 5   | 5½  | 6½   |
| 07.        | Watergraafsmeer                 | 3½  | 4   | 6½  | 4½  | 5   | 4½  |     | 4½  | 5½  | 6½   |
| 08.        | Volmac Rotterdam II. Mannschaft | 1½  | 2½  | 2½  | 5   | 4   | 5   | 5½  |     | 5½  | 5    |
| 09.        | Discendo Discimus Den Haag      | 1   | 3½  | 5   | 7   | 3½  | 4½  | 4½  | 4½  |     | 7    |
| 10.        | Bussums Schaakgenootschap       | 3   | 2½  | 2   | 2½  | 5   | 3½  | 3½  | 5   | 3   |      |